# Heterodontozaury
Heterodontozaury (Heterodontosauridae) – rodzina wczesnych dinozaurów ptasiomiednicznych będących prawdopodobnie bazalnymi przedstawicielami grupy. Ich skamieniałości należą do rzadkości, choć zwierzęta te zamieszkiwały całą planetę na początku okresu jurajskiego, a kilku przedstawicieli przetrwało do wczesnej kredy.
Zwierzęta te osiągały rozmiary lisa, nie dorastając do dwóch metrów długości, wliczając w to długi ogon. Znane są głównie z charakterystycznego uzębienia obejmującego powiększone zęby przypominające kły oraz zęby policzkowe przystosowane do żucia pokarmu, podobne do wykształconych przez kredowe hadrozaury. Heterodontozaury uznaje się za roślinożerców lub wszystkożerców.

## Budowa

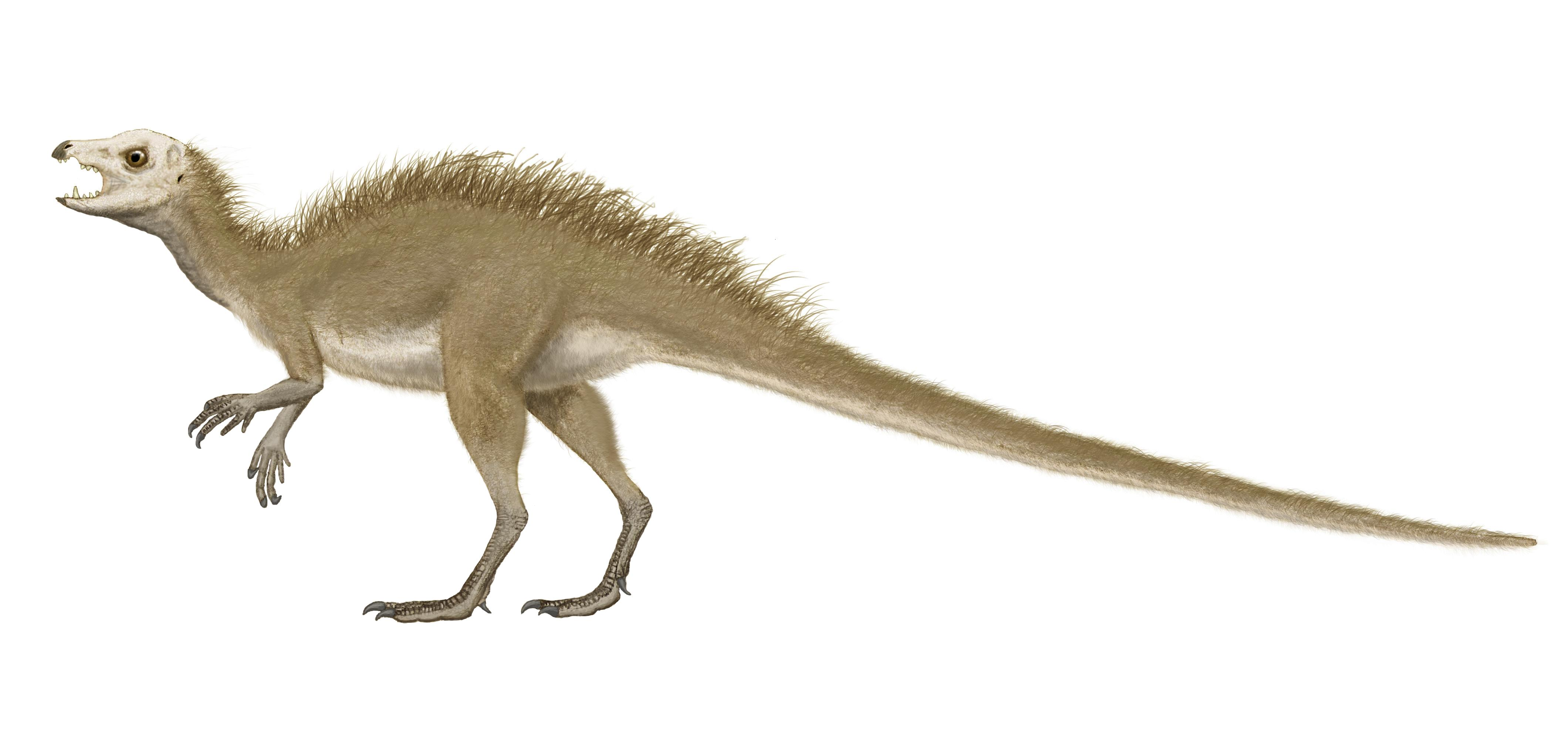
Fruitadens, rekonstrukcja

Spośród przedstawicieli rodziny jedynie heterodontozaur znany jest z kompletnego szkieletu. Fragmentaryczne pozostałości kośćca abriktozaura nie zostały w pełni opisane. W przypadku wielu innych rodzajów nauka dysponuje jedynie fragmentami szczęk i zębami. W związku z tym większość definiujących grupę synapomorfii dotyczy właśnie tych części szkieletu. Heterodontosaurus mierzył nieco ponad 1 metr długości, natomiast niekompletne pozostałości likorina wskazują na rozmiary dwa razy większe.

### Czaszka i zęby
Zarówno Abrictosaurus, jak i Heterodontosaurus miały stosunkowo bardzo duże oczy. Poniżej nich bocznie wystawały kości jarzmowe. Podobną cechę spotyka się u ceratopsów. Jak w przypadku większości ptasiomiednicznych, przednia krawędź kości przedszczękowej (tworzącej przednią część szczęki) pozbawiona była zębów i prawdopodobnie wspierał się na niej  keratynowy dziób. Zęby pojawiały się dopiero w tylnej części kości przedszczękowej. Za nimi znajdowała się zaś długa przerwa, diastema, spotykana u wielu ptasiomiednicznych, u heterodontozaurów charakterystycznie wygięta. Dopiero za nią wyrastały zęby kości szczękowej. Kość zębowa nie była jedyną kością tworzącą żuchwę, która kończyła się kością przedzębową, podobnie jak kość przedszczękowa wspierającą dziób. Wszystkie zęby żuchwy umocowane były jednak na kości zębowej.
Nazwa rodziny odnosi się do silnie heterodontycznego uzębienia jej przedstawicieli. Mieli oni trzy zęby kości przedszczękowej. U wczesnojurajskich heterodontozaura, abriktozaura i likorina pierwsze dwa cechowały niewielkie rozmiary i kształt stożka. Znacznie większy trzeci przypominał kły spotykane u ssaków drapieżnych. Dolny "kieł", większy od górnego, zajmował pierwszą pozycję wśród zębów żuchwy, dopasowany do łukowatej diastemy szczęki przy zamkniętej jamie ustnej. Zarówno przednią, jak i tylną krawędź zęba u heterodontozaura i likorina zdobiło ząbkowanie, występujące u abriktozaura jedynie na przednim brzegu. U wczesnokredowego echinodona mogły występować aż dwie górne pary takich zębów, znajdujące się raczej na kości szczękowej, niż przedszczękowej. Z kolei północnoamerykański Fruitadens z późnej jury mógł posiadać dwa parzyste dolne zęby przypominające kły.

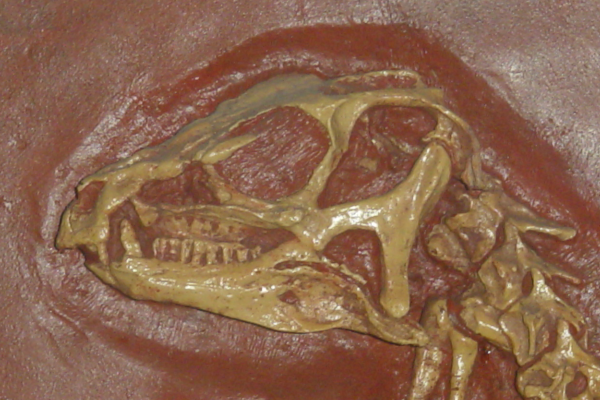
Odlew czaszki heterodontozaura

Również zęby policzkowe zaawansowanych filogenetycznie heterodontozaurów wyróżniały się spośród spotykanych u wczesnych ptasiomiednicznych. Małe krawędzie i ząbki pokrywały ich brzegi, ułatwiając pobieranie pokarmu roślinnego. Rozciągały się jednak zaledwie na górnej jednej trzeciej zęba, u innych Ornithischia ząbkowanie sięgało dalej w dół, w kierunku korzenia. Formy bazalne, jak Abrictosaurus, miały na kościach szczękowej i zębowej zęby policzkowe generalnie podobne do spotykanych u innych ptasiomiednicznych: szeroko rozstawione, o niskiej koronie i silnie rozwiniętej krawędzi (cingulum) oddzielającej koronę od korzenia. U bardziej zaawansowanych przedstawiciele rodziny, jak likorin czy heterodontozaur, zęby te przybierały kształt dłuta z wyższą koroną i bez charakterystycznej oddzielającej krawędzi, nie istniała więc w ich przypadku różnica w szerokości pomiędzy koroną i korzeniem.
Zaawansowane ewolucyjnie zęby policzkowe zachodziły na siebie. Ich korony tworzyły ciągła powierzchnię służącą do żucia pokarmu. Rzędy zębów od boku czaszki oddzielała przestrzeń, którą mogły za życia wypełniać mięsiste policzki, niezbędne w procesie żucia. Hadrozaury i ceratopsy kredy, a także liczne ssaki roślinożerne wykształciły podobne baterie zębowe. Jednak w przeciwieństwie do kaczodziobych, których zużyte zęby był ciągle zastępowane przez nowe, proces ten u heterodontozaurów przebiegał wiele wolniej, a kilka odnalezionych osobników było w trakcie zajmowania miejsca przez kolejny ząb. Heterodontosauridae nie posiadały też niedużych otworów w kościach szczęki czy żuchwy, które wspomagały rozwój uzębienia u większości innych ptasiomiednicznych. Za to kości zębowe i przedzębową łączył charakterystyczny sferoidalny staw umożliwiający żuchwie ruchy na zewnątrz przy zamkniętych ustach, przez co zęby policzkowe pocierały jeden o drugi. Z powodu powolnego zastępowania przez nowe zęby zużywały się bardzo, a starsze traciły większość guzków na swej powierzchni, choć wysokie korony gwarantowały im długie "życie".

### Szkielet pozaczaszkowy
Pozaczaszkowa anatomia gatunku Heterodontosaurus tucki została dobrze opisana. Jednak H. tucki uważany jest za najbardziej zaawansowanego z wczesnojurajskich przedstawicieli rodziny i  nie wiadomo, ile cech wspólnych dzielił on z innymi jej członkami. Posiadał długie jak na dinozaura przednie łapy, ich długość stanowiła ponad 70% długości tylnych. Dobrze rozwinięty grzebień na kości ramiennej stanowiący miejsce przyczepu dla mięśni piersiowego większego i naramiennego, dobrze wykształcony wyrostek łokciowy, skąd mięsień trójgłowy ramienia rozciągał się na przedramię, wskazują na dużą siłę kończyny górnej. Kończyła się ona pięcioma palcami. Pierwszy z nich był duży i zaopatrzony w ostry zakrzywiony szpon, mógł skręcać się do wewnątrz przy zginaniu, Robert Bakker użył w stosunku doń określenia "twist-thumb". Drugi palec, najdłuższy, przerastał nieznacznie trzeci. Oba posiadały szpony w przeciwieństwie do czwartego i piątego, bardzo małych i o prostej w porównaniu z uprzednio wymienionymi budowie. W kończynie dolnej piszczel była o 30% dłuższa od kości udowej, co uważa się za przystosowanie zwiększające szybkość zwierzęcia. Piszczel i strzałka łączyły się z kośćmi skokową i piętową, tworząc tibiofibiotarsus. Podobny posiadają współczesne ptaki, co stanowi przykład konwergencji. Kolejne podobieństwo do tej gromady zauważa się w budowie dolnego stępu i śródstopia, zrośniętych w tarsometatarsus. Stopa kończyła się czterema palcami, z których trzy ostatnie kontaktowały się z podłożem. Ogon, w przeciwieństwie do ogonów innych ptasiomiednicznych, nie posiadał skostniałych ścięgien, pomocnych w usztywnieniu jego struktury, cechowała go więc prawdopodobnie giętkość. Fragmentaryczny szkielet znany jako Abrictosaurus nigdy nie został w pełni opisany. Wiadomo, że jego przednie łapy i dłonie ustępowały rozmiarami należącym do heterodontozaura. Poza tym czwarty i piąty palec kończyn górnych składały się z o jeden mniejszej liczby paliczków.

### Protopióra

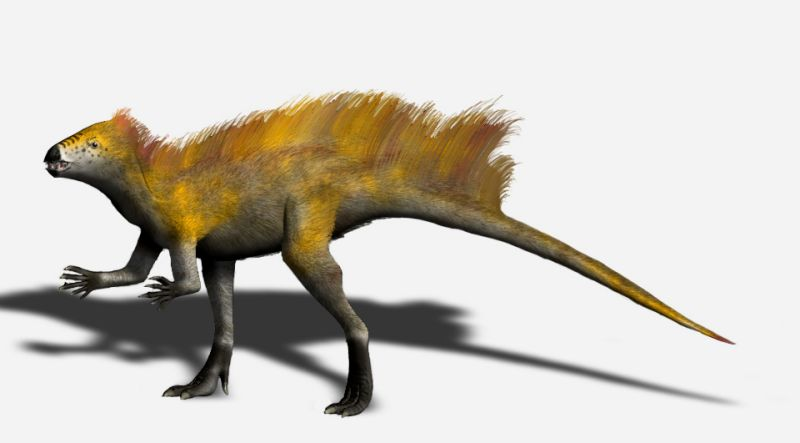
Tianyulong, rekostrukcja

Chiński Tianyulong wydawał się zachować nitkowate osłonki, które zinterpretowano jako rodzaj protopiór, podobne znajdywano u niektórych teropodów. Ich obecność wskazuje na istnienie grzebienia nad ogonem. Stanowi także argument za stałocieplnością zarówno ptasio-, jak i gadziomiednicznych.

## Klasyfikacja
Południowoafrykański paleontolog Robert Broom ukuł w 1911 nazwę Geranosaurus dla dinozaurzej szczęki całkowicie pozbawionej zębów. W 1924 nazwano likorina, którego  Sidney Haughton uznał za cynodonta. Heterodontosaurus został nazwany w 1962, po czym z likorinem i geranozaurem uznano je za blisko spokrewnione dinozaury ptasiomiedniczne. Termin Heterodontosauridae został ukuty w 1966 roku przez Oskara Kuhna. Również Alfred Romer użył nazwy Heterodontosauridae w tym samym roku, definiując ją jako rodzinę dinozaurów ptasiomiednicznych obejmującą heterodontozaura i likorina. W 1988 Paul Sereno zdefiniował tę nazwę jako odnoszącą się do kladu obejmującego zwierzęta bliżej spokrewnione z heterodontozaurem niż z parazaurolofem, a w 2005 przedstawił odmienną definicję branch-based, według której do Heterodontosauridae należą zwierzęta bliżej spokrewnione z Heterodontosaurus tucki, niż z Parasaurolophus walkeri, Pachycephalosaurus wyomingensis, Triceratops horridus lub Ankylosaurus magniventris.
Heterodontosauridae obejmują w każdym wypadku pochodzące z Afryki Południowej rodzaje Abrictosaurus, Lycorhinus i Heterodontosaurus. Gdy Richard Thulborn przypisał wszystkie trzy rodzajowi Lycorhinus – żaden inny badacz nie wsparł takiej interpretacji. W obrębie rodziny Heterodontosaurus i Lycorhinus uznawane są za taksony siostrzane, Abrictosaurus zaś jest jej bazalnym przedstawicielem. Geranosaurus, także należący do Heterodontosauridae, uznawany jest zwykle za nomen dubium, ponieważ znalezisku typowemu brakuje wszystkich zębów, co czyni go nieodróżnialnym od każdego z innych rodzajów tej rodziny. Kilka nowszych badań przypisało do rodziny także echinodona, jednak niektóre nie wspierały tej teorii. Nazwa Lanasaurus, stworzona w 1975 dla szczęki, okazała się być młodszym synonimem dla Lycorhinus, jako że szczątki należały do tego właśnie rodzaju, co wykazały nowsze badania. Dianchungosaurus, kiedyś uznany za heterodontozauryda z Azji, okazał się być chimerą pozostałości prozauropoda i przedstawiciela grupy Mesoeucrocodylia. José Bonaparte włączył niegdyś do omawianej rodziny także południowoamerykańskiego pisanozaura, ale obecnie uznaje się to zwierzę za bardziej bazalnego przedstawiciela ptasiomiednicznych.
Taksonomiczną zawartość rodziny ustalono stosunkowo dobrze w porównaniu z jej niepewną pozycją filogenetyczną. Kilka wczesnych badań sugerowało, że heterodontozaury były bardzo prymitywnymi ptasiomiednicznymi. Kierując się domniemanymi podobieństwami w morfologii kończyn przednich, Robert Bakker spekulował o bliskim pokrewieństwie łączącym heterodontozaury i wczesne zauropodomorfy (jak anchizaur). Heterodontosauridae stanowiłyby więc pomost pomiędzy dinozaurami ptasio- i gadziomiednicznymi. Jednak dominująca przez ostatnie kilka dekad hipoteza umieszcza tę rodzinę pośród bazalnych ornitopodów. Zasugerowano też istnienie wspólnego przodka heterodontozaurów i marginocefali (pachycefalozaurów i ceratopsów). Hipoteza ta znalazła poparcie w licznych współczesnych badaniach. Hipotetyczny klad łączący heterodontozaury i marginocefale nazwano heterodontozaurokształtnymi (Heterodontosauriformes). Heterodontosauridae uważano też za grad ewolucyjny bazalnych pachycefalozaurów, jak również za grupę bazalną zarówno w stosunku do ornitopodów, jak i marginocefali. Nowsze analizy kladystyczne sugerują bazalność heterodontozaurów w stosunku do wszystkich znanych ptasiomiednicznych prócz pisanozaura. Pogląd ten przypomina rezultaty niektórych wcześniejszych badań rodziny.

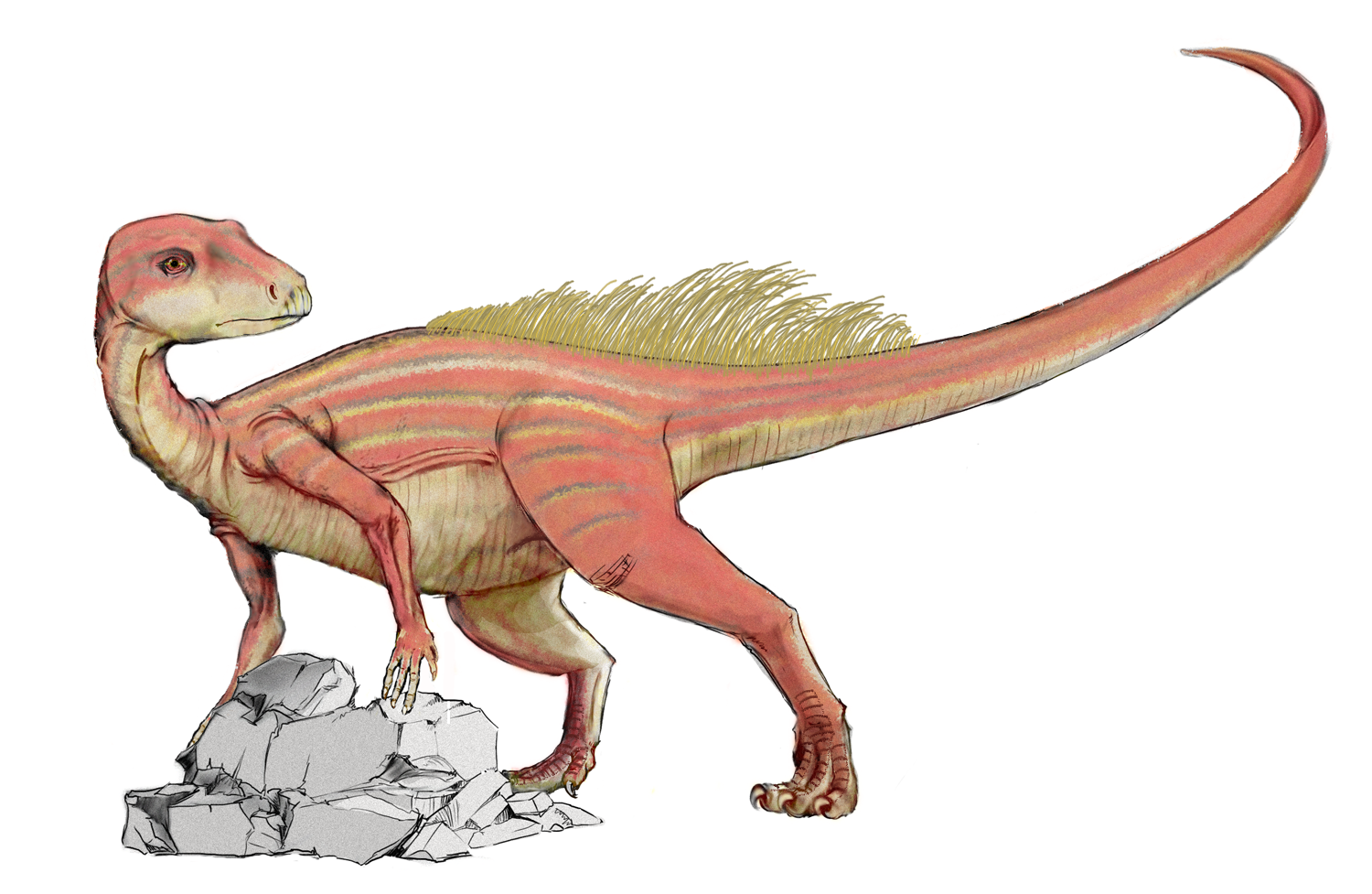
Abriktozaur

## Występowanie
Poznane pierwotnie dzięki wczesnojurajskim szczątkom z południa Afryki, heterodontozaury obejmują taksony znane ze skamieniałości znalezionych na pięciu kontynentach. Na początku ich historii superkontynent Pangea istniał jeszcze w całości, pozwalając przedstawicielom rodziny rozprzestrzenić się niemal po całym świecie. Najstarsze znane szczątki obejmują fragment szczęki i izolowany ząb z argentyńskiej Formacji Laguna Colorada, datowanej na trias późny. Morfologia pozostałości przypomina spotykaną u heterodontozaura. Chodzi tu o przypominający kieł ząb o ząbkowanych krawędziach przedniej i tylnej, a także należący do szczęki ząb o wysokiej koronie, nieposiadający cingulum. Największą różnorodność grupa osiągnęła w jurze wczesnej na południu Afryki, gdzie znaleziono pochodzące z tamtej epoki skamieniałości rodzajów takich, jak Heterodontosaurus, Abrictosaurus, Lycorhinus czy wątpliwy Geranosaurus. Niekompletność materiału kopalnego i niepewna pozycja filogenetyczna form takich jak Echinodon i nieopisany takson z formacji Kayenta uniemożliwia jednak przedstawienie jednej precyzyjnej teorii dotyczącej biogeografii heterodontozaurów.

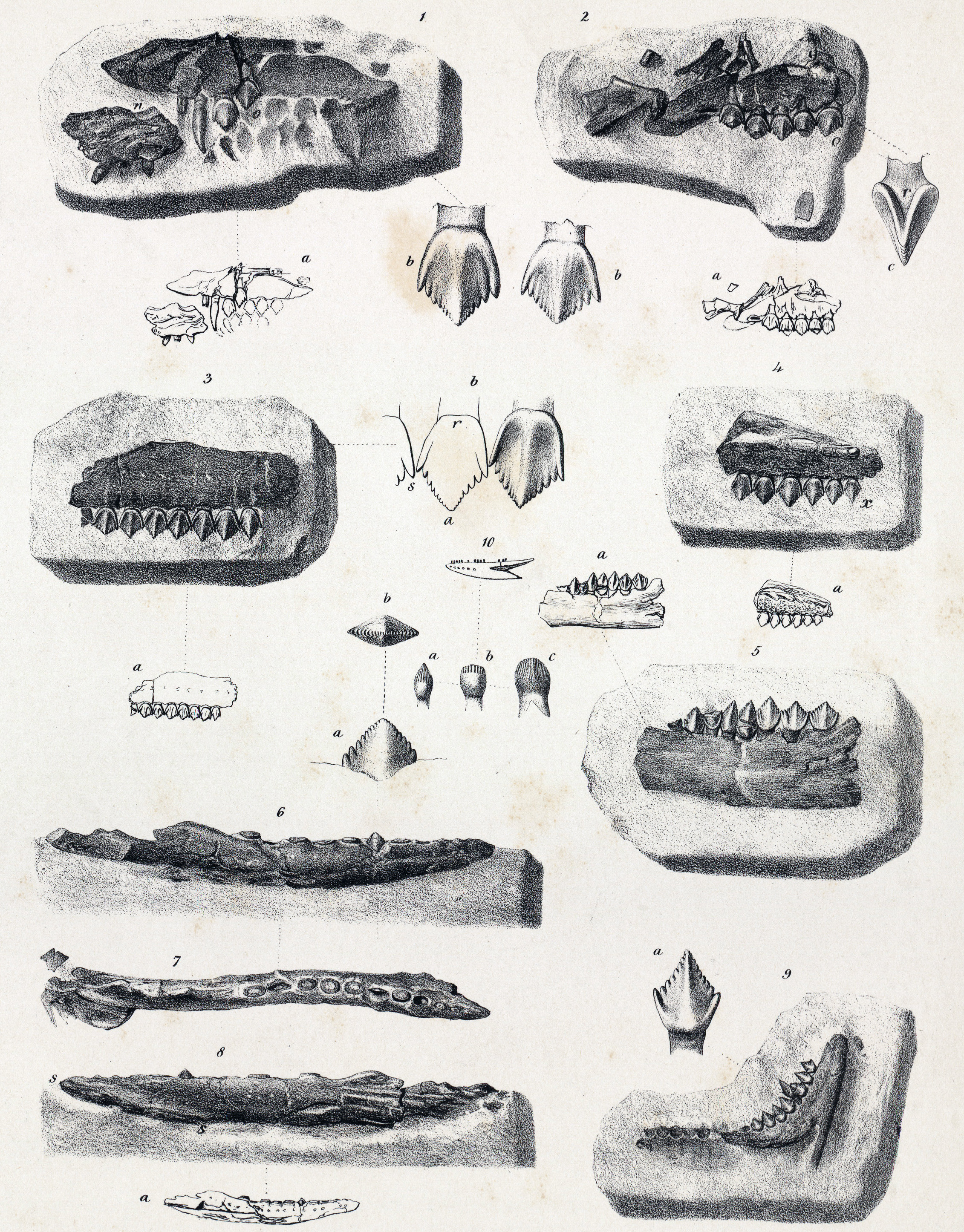
Echinodon, fragmenty szczęki i zęby znalezione w Dorset przez Samuela Becklesa

Nieopisane jeszcze szczątki heterodontozaurów znaleziono też w USA i Meksyku. Poza tym w latach siedemdziesiątych XX wieku dużą liczbę skamieniałości odkryto w górnojurajskiej formacji Morrison w okolicy Fruita w Kolorado (USA). Opisany w 2010 materiał umieszczono w rodzaju Fruitadens. Heterodontozaurze zęby pozbawione cingulum pochodziły także z górnojurajskich i dolnokredowych formacji z Hiszpanii i Portugalii. Pozostałości Echinodon opisano ponownie w 2002, odkrywając, że reprezentować mogą późne formy z berriasu pochodzące z południowej Anglii. Dianchungosaurus z wczesnojurajskich Chin nie jest już uznawany za przedstawiciela rodziny; za to poznano inną późną formę azjatycką (Tianyulong), a także pierwszego jurajskiego heterodontozauryda z Ameryki Południowej – Manidens condorensis.

## Paleobiologia
Większość skamieniałości heterodontozaurów znaleziono w formacjach geologicznych reprezentujących środowiska suche. Jako przykład podać można formację Upper Elliot w Republice Południowej Afryki czy Purbeck Beds z południa Anglii. Zasugerowano nawet, że heterodontozaury przechodziły okresową estywację czy hibernację podczas najbardziej suchych miesięcy roku. Ponieważ zęby większości przedstawicieli rodziny nie były zastępowane przez kolejne bezpośrednio po wypadnięciu, sugerowano, że cały ich zestaw wymieniał się na nowy, gdy zwierzę podlegało uśpieniu. Wydaje się, że ciągła lub sporadyczna wymiana kolidowałaby z funkcją szeregu zębów, tworzącego pojedynczą powierzchnię żującą. Pogląd ten opierał się jednakże na niezrozumieniu mechaniki szczęki i żuchwy tych dinozaurów. Sugerowano, że Heterodontosauridae rzeczywiście zmieniały uzębienie w sposób ciągły, choć wolniej, niż czynią to inne gady. Aktywne zastępowanie zębów prawdopodobnie występowało powszechnie u heterodontozaurów, choć kwestią dyskusyjną jest, czy miało ono charakter ciągły czy epizodyczny. Nie ma także dowodu przemawiającego za estywacją tych ptasiomiednicznych. Tomografia komputerowa czaszek nie pozwala również jej odrzucić.
Chociaż zęby policzkowe heterodontozaurów zaadaptowały się do miażdżenia twardego pokarmu roślinnego, zwierzęta te mogły być wszystkożerne. Zaostrzone zęby kości przedszczękowej oraz zakrzywione i ostre pazury przednich łap sugerują w pewnym stopniu zachowania drapieżne. Zaproponowano, że długie i silne górne kończyny heterodontozaura przydawały się podczas rozrywania gniazd owadów, jak u współczesnych mrówkojadów. Łapy te nadawały się też do kopania, mogły służyć do wykopywania bulw i korzeni.
Stosunek długości przednich i tylnych kończyn tych dinozaurów wskazuje, że mogły one być częściowo czworonożne. Wydatny wyrostek kości łokciowej i dające się przeprostować palce spotyka się u wielu zwierząt poruszających się na czterech nogach. Dłoń zaadaptowała się jednak do chwytania, a nie noszenia masy ciała. Wiele cech kończyn tylnych, w tym długie piszczel i stopa, jak i połączenie tibiofibiotarsus i tarsometatarsus, oznaczające przystosowanie do szybkiego biegu na dolnych kończynach, czyni nieprawdopodobną czworonożność heterodontozaurów z wyjątkiem być może pobierania pokarmu.
Krótkie "kły" spotykane u wszystkich znanych Heterodontosauridae przypominają bardzo kły dzisiejszych piżmowcowatych, świniowatych i pekari. U wielu ich przedstawicieli, a także u morsów czy słoni indyjskich o znacznie dłuższych zębach, występują one jedynie u samców, stanowiąc przejaw dymorfizmu płciowego. Okaz typowy abriktozaura takich zębów nie ma i pierwotnie opisano go jako samicę. Jednakże niezrośnięte kręgi krzyżowe i krótka twarz wskazują, że chodzi tu raczej o osobnika młodocianego. Inny, większy okaz abriktozaura wyraźnie dysponował "kłami". Możliwe więc, że występowały one jedynie u dorosłych, nie będąc cechą wyłącznie samczą. Mogły stanowić broń w walkach międzyosobniczych lub międzygatunkowych. Brak "kłów" można też uznać za kolejną cechę odróżniającą abriktozaura od innych heterodontozaurów, bowiem młodociany heterodontozaur je posiadał. Wśród innych funkcji tych zębów wymienia się obronę i adaptację do okazjonalnie wszystkożernej diety.